# 珊瑚白化
珊瑚白化现象是珊瑚礁所表现出来的病理特徵，造成珊瑚白化的原因有很多，除最主要的全球暖化而导致的暖流匯聚導致海水溫度過高，诸如沉積物增加（包含泥沙）而引起水變混濁、細菌感染、海水中除草剂浓度增高、海水鹽度改變、海水中的化學反應的变化、太陽的輻射量（光合活性放射線和紫外線）的增加以及退潮和曝光等也可能造成珊瑚白化现象。
珊瑚是珊瑚虫和其体内海藻的共生体。健康的珊瑚會出現紅、黃、綠、藍、紫等各種美麗的顏色，而這些顏色其實是其體内海藻的颜色。白化的珊瑚会排出體内的海藻，從而顯现出白色。海藻通過光合作用為珊瑚帶來90% 能量，而長期失去海藻的珊瑚蟲也會由於飢餓而造成大面積死亡 。而珊瑚礁具有很高的生態多樣性，其僅占海洋面積的1%左右，卻提供著海洋中超過25%的鱼類赖以生存的生態系统。珊瑚礁的破壞與死亡，是對海洋生態系统的巨大挑戰。
珊瑚礁对海水的温度非常敏感，在持续几周的2摄氏度左右的海水升温状态中，其体内的海藻开始大量囤积过氧化氢，而过氧化氢会同珊瑚礁岩发生化学反应，珊瑚虫为了保护自己，不得不将海藻排出体外从而造成珊瑚白化现象。庆幸的是，这些珊瑚虫并不会马上死亡，如果接下来海水降温足够快，这些海藻会在几周内重新被珊瑚虫吸收体内。如若不然，死亡后珊瑚礁的恢复期可能会长达十年以上。

## 大規模白化事件
大多數的證據都證明高溫是造成珊瑚白化的主因，1979—1990年期間發生超過60種誘發珊瑚白化的因素。歷史上有紀錄首次發生大規模的珊瑚白化現象是在1980年代早期，而首次全球性的白化現象是從1997年夏季持續至1998年。
根據詹姆斯-庫克大學ARC珊瑚卓越研究中心休斯教授的說法，對湯斯維爾和巴布亞新幾內亞之間的大堡礁北部和中部84種珊瑚進行調查，有35%的珊瑚現在已死亡或正在死亡，由於全球暖化，連續第三年澳洲大堡礁出現大規模珊瑚白化現象。2016年，記錄了持續最久的珊瑚白化事件。 這起事件是由聖嬰現象引起。 在此期間，全球70%以上的珊瑚礁遭到破壞。
科學家認為，已知最古老的珊瑚白化發生在泥盆紀晚期，也是由海面溫度上升引發的。它摧毀了地球歷史上最大的珊瑚礁。

### 大堡礁
統計至2016年5月31日，大堡礁受到珊瑚白化影響的年度為1980、1982、1992、1994、1998、2002、2006以及2016年，有些地方的生態遭到嚴重的破壞，珊瑚死亡的機率提高至9成。1992年至2002年的夏天珊瑚白化影響力最為普遍及活躍，珊瑚白化的機率約42至54%，還有18%珊瑚強烈白化的機率；1995年至2002年期間珊瑚白化的機率較低，其中一個原因是有新珊瑚成長的機率略高的關係所導致。